# Championnat de Chypre de football 1948-1949
Navigation
Saison précédente Saison suivante
La saison 1948-1949 du Championnat de Chypre de football était la 12e édition officielle du championnat de première division à Chypre. Les huit meilleurs clubs du pays se retrouvent au sein d'une poule unique, la Cypriot First Division, où ils s'affrontent deux fois, à domicile et à l'extérieur. Avec huit clubs inscrits, c'est un nouveau record pour le championnat chypriote.
C'est l'APOEL Nicosie, double tenant du titre, qui remporte le championnat en gagnant tous ses matchs. C'est le 8e titre national de son histoire. L'APOEL manque le doublé Coupe-championnat en s'inclinant face à l'Anorthosis Famagouste en finale de la Coupe de Chypre.

## Les 8 clubs participants
| - APOEL Nicosie - Çetinkaya Türk SK - AEL Limassol - Olympiakos Nicosie | - AYMA Nicosie - EPA Larnaca - Pezoporikos Larnaca - Anorthosis Famagouste |

## Compétition

### Classement
Le barème utilisé pour établir le classement est le suivant :
- Victoire : 2 points
- Match nul : 1 point
- Défaite : 0 point

| Rang | Équipe                  | Pts | J  | G  | N | P  | Bp | Bc | Diff |
| ---- | ----------------------- | --- | -- | -- | - | -- | -- | -- | ---- |
| 1    | APOEL Nicosie T         | 28  | 14 | 14 | 0 | 0  | 51 | 20 | +31  |
| 2    | Anorthosis Famagouste C | 21  | 14 | 10 | 1 | 3  | 58 | 26 | +32  |
| 3    | Pezoporikos Larnaca     | 19  | 14 | 9  | 1 | 4  | 42 | 40 | +2   |
| 4    | AEL Limassol            | 15  | 14 | 5  | 5 | 4  | 31 | 25 | +6   |
| 5    | EPA Larnaca             | 9   | 14 | 4  | 1 | 9  | 25 | 36 | -11  |
| 6    | AYMA Nicosie            | 9   | 14 | 2  | 5 | 7  | 32 | 36 | -4   |
| 7    | Olympiakos Nicosie      | 6   | 14 | 2  | 2 | 10 | 22 | 41 | -19  |
| 8    | Çetinkaya Türk SK       | 5   | 14 | 2  | 1 | 11 | 21 | 58 | -37  |

|  | Vainqueur du championnat de Chypre 1948-1949                                           |
|  | T : Tenant du titre C : Vainqueur de la Coupe de Chypre P : Promu de deuxième division |

## Bilan de la saison
| Championnat de Chypre de football 1948-1949 |                          |
| Champion                                    | APOEL Nicosie (8e titre) |
| Coupes et trophées                          |                          |
| Vainqueur de la Coupe de Chypre 1948-1949   | Anorthosis Famagouste    |
| Promotions et relégations                   |                          |
| Promus en Cypriot First Division            | Aucun                    |
| Relégués en Cypriot Second Division         | Aucun                    |